# Moschea Kebir-Jami
La moschea Kebir-Jami si trova a Sinferopoli, in Crimea. La moschea Kebir-Jami è un monumento architettonico di rilievo a Sinferopoli, nonché l'edificio più antico della città.

## Storia

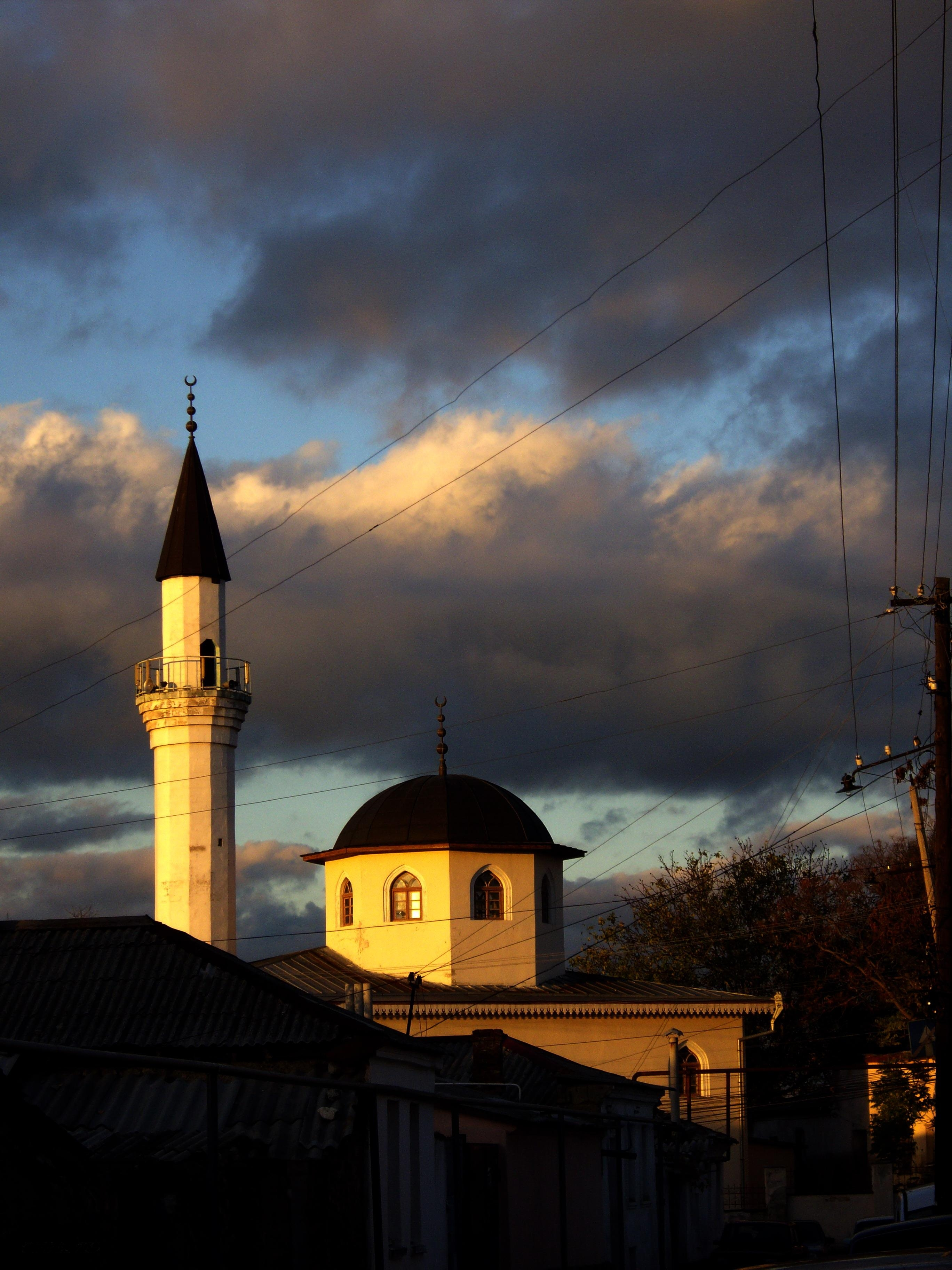
La moschea al tramonto

Costruita nel 1508, o 914 Hijri dal calendario musulmano, la moschea è dedicata a Kebir-Jami. La scritta all'ingresso della moschea in lingua araba recita: "Questa moschea è stata costruita per la gloria della potenza del Khan Meñli I Giray, Allah perdona tutti i peccati di se stesso e i suoi figli nel mese di Muharram nell'anno novecentocinquanta".
Si ritiene che le pareti bianche della moschea abbiano dato nome alla città medievale di Aqmescit (Moschea Bianca).
Attraverso gli anni la moschea ha subito diverse ricostruzioni.
Dopo la seconda guerra mondiale, Kebir-Jami è rimasta in uno stato di abbandono. Per molti anni la moschea è stata utilizzata come laboratorio di libri. Dopo il ritorno dei tatari di Crimea dalla deportazione, è iniziata la ripresa dell'antica moschea: nel 1989 la moschea è stata restituita alla comunità musulmana. La ricostruzione è iniziata a fine ottobre 1991.
Oggi, Kebir-Jami è la principale moschea del venerdì della Crimea, è la residenza del Muftī e la sede della Direzione Spirituale dei Musulmani della Crimea. Il sito includeva anche una madrasa e la biblioteca Tatara della Crimea.